# 髡刑
髡刑，中国上古五刑之一，为将人頭髮全部或部分剃掉的刑罚，由於古人認為身體髮膚受之父母，因此非常重視頭髮，除非必要絕不剪髮，因此這是一种耻辱刑，主要流行于中国古代夏商周到東漢。
髡是指剃髮，《说文·髟部》段玉裁注曰：“髡，剃发也。”焦赣《易林·复之坎》：“髠刑受法，终不得释。”三國時期，马谡被诸葛亮诛杀，陈寿之父是马谡的参军，被施以髡刑。魏明帝定律，“髡刑有四，完刑、作刑各三。”晉時徒刑稱做“髡刑”﹐又名“耐罪”
中华人民共和国文化大革命期間流行把人的頭髮剃一半、留一半，叫“陰陽頭”。